# Alexander Robert Todd
Alexander Robert Todd, baron of Trumpington (2 octobre 1907 à Glasgow, Ecosse - 10 janvier 1997 à Cambridge, Angleterre) est un chimiste britannique. Il obtient en 1957 le prix Nobel de chimie « pour ses travaux sur les nucléotides et les coenzymes nucléotidiques ».

## Biographie
Alexander Todd est né en 1907 à Glasgow en Écosse et il étudie et est diplômé de l'Université de Glasgow. Il réalise sa thèse de doctorat en Allemagne, à l'Université Johann-Wolfgang-Goethe de Francfort-sur-le-Main. Il obtient un second doctorat en 1933 à Oxford. En 1936, il devient maître de conférence à l'institut Lister de médecine préventive à Londres où il enseigne la biochimie. Un an plus tard il devient professeur de chimie organique et directeur des laboratoires de chimie de l'Université de Manchester. En 1944, il est promu professeur ordinaire de chimie organique à l'Université de Cambridge, où il enseigne jusqu'en 1971 puis devient ensuite professeur émérite. Il meurt en 1997 à l'âge de 89 ans à Cambridge. Son épouse Alison est décédée en 1987.

## Travaux scientifiques
Alexander Todd est un pionnier de la recherche sur les acides nucléiques. Il étudie en particulier la formation et la synthèse des nucléotides. Ses premières explications de structures dans ce domaine datent de 1942, année durant laquelle il réussit à décoder certains détails de la formation et des mécanismes de réactions. Au début des années 1950, il peut synthétiser artificiellement certains des nucléotides constituant l'ADN.
En 1955, il éclaire la structure de la vitamine B12 ; pour cela pour la première fois, on combine des méthodes de chimie organiques et la diffractométrie de rayons X. Il étudie également la formation de nucléotides-coenzymes, qui agissent comme enzymes de l'ADN.
Ses principales contributions sont certainement les explications de la structure de l'ADN et de l'acide ribonucléique (ARN), avec lesquelles il pose les bases de la génétique, de la biochimie et de la biologie moléculaire modernes.

## Distinctions
En plus du prix Nobel de chimie qu'il reçoit en 1957, Todd reçoit de nombreuses récompenses pour ses travaux scientifiques. Il est fait chevalier en 1954, et baron Todd of Trumpington en 1962.
Parmi les récompenses qui lui sont attribuées, on peut citer :
- Docteur honoris causa des universités de Kiel, de Glasgow, de Londres, de Madrid, de Exeter, de Leicester, de Aligarh, du Pays de Galles, de Yale, de Sheffield et de Melbourne.
- Membre puis président de la Royal Society, ainsi que membre de la Royal Society of Edinburgh.
- Membre de l'Académie nationale des sciences des États-Unis, de l'Académie américaine des arts et des sciences, de l'Académie autrichienne des sciences et du Council of Scientific Investigation espagnol.
- Médaille Meldola du Royal Institute of Chemistry and the Society of Maccabeans.
- Médaille Davy et la médaille royale de la Royal Society.
- Médaille Cannizaro de la société chimique italienne.
- Médaille Lavoisier de la Société française de chimie.